# ジャック・パーセル (チャネル)
ジャック・パーセル（Jach Purcell）とはアメリカ合衆国のチャネル（チャネラー）。彼が交信するという霊は「ラザリス」といい、パーセルはラザリスとチャネリングするただ一人の人物とされる。

## 人物
ミシガン州出身。1969年にミシガン大学に入学し政治学を学ぶ。当時、妻であったペニーに連れられてセミナーに参加、そこで習った瞑想を行っている時にヴィジョンが見えたという。燃えるようなイメージの中で素晴らしい人物が立っており、ラザリスという名前を聞いたのだと彼は『ラザリス 聖なる旅』の中で語っている。これ以上何も起こらなかったため、再度神秘体験をするまでパーセルは忘れてしまっていた。
それから数ヵ月後の1974年10月3日、瞑想状態に入ったパーセルは、傍らにいたペニーからの語り掛けに集中しようとしたが眠ってしまった。二時間後に目覚めた彼は謝ったが、ペニーはというとそれどころではないような興奮に包まれていた。
彼女によるといつものように眠り込んだと思いきや、頭が傾かないので何分か待ってみると、低くて響く、本人とは異なる声が発された。話される内容もパーセルの能力を超えたものであったという。
ペニーはその声が語る内容と、自分からの質問への答えを出来る限りの速さで書き留めた。それによれば声の主はラザリスであり、肉体を持たない精霊であってこれから二週間をかけて自分とパーセルとの間の調整をするつもりであるとのことであった。
調整が終わり、それから数ヶ月の間、信頼のおける友人たちがラザリスと話をし、各々の結論を語るという日々が続いた。多くの友人からの評価を聞いた結果、自分に起こっていることは事実であるとパーセルは確信した。それからパーセルはチャネルとしての活動に本格的に乗り出した。セミナーやワークショップを行い、1985年11月にはラザリスの同意があったとしてテープの販売も開始した。

## ラザリス
肉体を持たず、性別もない精霊。現在だけでなく過去においても肉体を持ったことがないという。パーセルは当初、性別がないことからラザリスを「それ」と呼んでいたが、親しくなるにつれ「彼」と呼ぶようになった。ラザリスの一人称は「私たち」となっている。

## 思想
「神・女神・ありてあるもの」との合一、この存在と深い愛によって関係を築いていくことが説かれる。「神・女神・ありてあるもの」はそれ自体が愛である存在とされる。ニューエイジとは人間性と意識の時代、自分の意識にのっとって現実を
創り上げ、そこからくる責任を進んで受け入れていくこととする。
従来の宗教の在り方は「オールドエイジ」と呼ばれる。これは「支配と優越の時代」であるとされ、ニューエイジと対比されている。ニューエイジと名のつくものであっても、神を自分に、教会の階級システムを「悟りの階層」に、聖職者をグルやマスターに置き換えても、それは過去の在り方に新しい衣、名前を被せただけである。

## 世界観
人間はかつて「神・女神・ありてあるもの」と一つであり、各人は「意識のきらめき」であった。個性やアイデンティティの無い「光のきらめき」であり、何も知らない「愛のひとかけら」であった。
すべては「神・女神・ありてあるもの」が夢を見ることで始まり、これが現在まで続いている。各人の現実は全て、この存在が一呼吸する一時に起こったことである。「神・女神・ありてあるもの」が自分自身について「なぜか」を問う時、それは構成要素であったものたちの思考ともなり、成長の始まりとなった。鉱物界、植物界、動物界、人間界を経て本体から分かたれた「きらめき」は再び「神・女神・ありてあるもの」のもとへと還り、一つになる。鉱物界と植物界では転生の概念がないが、動物界から転生が起きるとされている。人間界はさらに「動物的人間」「可能性人間」「精神的人間」「霊的人間」という諸段階に分けられている。人間に生まれ、ニューエイジを発見するのも探求の旅の一環である。

## 書籍
- 『ラザリス 聖なる旅』（原題:Lazaris The Sacred Journey:You and Your Higher Self)
  - ワンネットワーク（発行）、新人物往来社（発売） ISBN 978-4404021359
  - 飛鳥新社 ISBN 978-4870314900

訳者は山川紘矢、山川亜希子。飛鳥新社版は副題が『「本当の自分」に出会う旅』となっているが内容は同じである。
その他、未邦訳書籍多数。

## その他
- 「聖書では再臨についてたずねられた時、イエスはその質問をした女性に対して、「妊娠しないように。なぜなら、私はあなたが子を生む前に戻ってくるだろう」と答えています。」[1]と語っているが、この言葉は実際には聖書に書かれていない。
- 百匹目の猿現象を引用し、科学的根拠の無い説として否定している[2]。
- アトランティスが実在したと語り、いつかまた姿を現すとしている。この大陸の肯定論と否定論をともに挙げ、どのグループも自説が絶対に正しいと証明できたことはないとする。また、アトランティスよりも前に存在したものとしてレムリアについても語る。太平洋の霧の中に存在し、他のどの文明からも攻撃されなかったという。レムリアは他文明からの攻撃によって滅びたのではなく、役目を終えて元の霧のなかに消えてしまったとし、レムリアのあった証拠は残されていないとする[3]。

## 参照
1. ↑  『ラザリス 聖なる旅』96頁
2. ↑  『ラザリス 聖なる旅』97頁
3. ↑  『ラザリス 聖なる旅』236-237頁